# Pierre Dupuis (dessinateur)
Pour les articles homonymes, voir Pierre Dupuis et Dupuis (homonymie).
Pierre Dupuis, né à Dieppe le 2 novembre 1929 et mort le 26 décembre 2004, est un dessinateur et scénariste de bandes dessinées français.
Avec environ 40 000 planches à son actif, Pierre Dupuis est un dessinateur de science-fiction, de western, d’aventure, d’histoire et d'érotisme, surnommé « L’Alexandre Dumas de la bande dessinée ».

## Biographie
Amateur de bandes dessinées américaines, tels qu’Alex Raymond, Hal Foster, Burne Hogarth, il réalise, à 9 ans, sa première bande dessinée qu’il vend à des amis. Entre 12 ans et 16 ans, il écrit des comédies et des tragédies en vers.
Il étudie la philosophie, rencontre en 1949 Paul Gillon, le dessinateur de Lynx Blanc chez Vaillant qui l’initie au métier de dessinateur. En 1950, Dupuis se présente chez plusieurs éditeurs : Vaillant, Elan, l’agence Paris-Graphic, Del Duca. À sa grande surprise, il est accepté partout et livre quatre récits complets aux éditions Elan pour le mensuel Gong ; chez Vaillant une quinzaine de récits dans le poche 34 Caméra dont Le roi des montagnes bleues (publié dans le no 32 du premier août 1950) ; dans le grand Vaillant (1951-1952) huit récits complets et y remplace Paul Gillon sur Fils de Chine pour quelques planches puis grâce à Jean Sanitas. L’agence Paris-Graphic, publie Le fakir a le mauvais œil dans Ce soir et les éditions Mondiales, sa première bande dessinée, intitulée Au pays des Ouélés, dans la collection Fantôme.
Il rejoint les éditions SFPI de Jean Chapelle, pour son hebdomadaire Zorro, y reste une vingtaine d’années et dessine des personnages comme Anton Marcus, Alan Bruce, Mac Gallan, Kwai, Cap 7, M.15, Big Yowa, y reprend des séries anglaises de Don Lawrence comme Erik le viking et Olac le gladiateur auxquelles il donne une suite inédite. Dans les années 1969-1970, il réalise quelques adaptations de Signe de piste et deux séries de science fiction : Les pirates de l’infini, dans Zorro hebdo de 1952 à 1954, reprise dans le mensuel Espace (1953-1954), réédité par Glénat en album en 1977 ; et Titan en petit format sur 12 numéros (1963-1964) repris par Glénat, dans la collection BD poche (1977) et dans un grand format de 480 pages en 1981.
Au-delà des planches signées dans les journaux français comme France Dimanche, Ici Paris, La Semaine de Suzette (1958-1960) ou encore Fillette (1951), le dessinateur étend son travail aux suppléments de presse belge notamment.
Hospitalisé à cause de la tuberculose au sanatorium de Tours de 1962 à 1963, il continue de travailler et de produire Titan (300 pages, directement réalisées à l’encre, sans faire de crayonné préalable) dans le but de payer les frais de son hospitalisation et pour nourrir sa famille. Malgré ses efforts, il est licencié par son éditeur Glénat après plusieurs années de collaboration.

### Carrière
Il multiplie les collaborations, pour Del Duca, dans Inimité, Nous Deux (presse de cœur), L’Intrépide, Hurrah!, Télé Jeunes (1960-1962). Pour l’agence belge World Press, il livre trente-cinq récits de L’Oncle Paul dans Spirou aux côtés de nombreux contributeurs comme Paape, Attanasio, Follet ou encore Octave Joly (Le grand Ferré, publié en 1953) devenu l’unique scénariste de la série. Il collabore avec Goscinny, Uderzo, ou Charlier, mais apprécie peu la bande dessinée belge. Il signe également quelques histoires pour Bonnes soirées et reprend Marco Polo pour La Libre junior (1953) où il remplace Uderzo, ainsi que pour quelques planches de Belloy pour Paris Graphic de Debain. Il publie dans la presse adulte avec Le chevalier de L’espérance dans Avant Garde (1952). En 1964, il entame douze années de travail pour L'Humanité et signe plusieurs planches du strip quotidien Mam'zelle Minouche initialement dessinée par Raymond Poïvet et écrite par Roger Lécureux (1964-1976). Dans ce même journal, il tient également trois autres bandes quotidiennes sur les scénarios de Jean Sanitas, entre 1971 et 1974, comme Le Guerrier à l’alouette ou encore Le Héros de la steppe. Il signe également un récit paru dans Allez France en 1969. En 1969-1970, il adapte Diabolik pour la collection Diable Noir.
À la fin des années 1960, il est licencié de la SFPI et de Vaillant et se retrouve au chômage. Il retrouve rapidement un emploi dans la revue syndicale La Vie Ouvrière où il illustre des bandes dessinées engagées sur les scénarios de Lécureux ou Sanitas : L’Orchestre Rouge, Sacco et Vanzetti, Routes brûlantes, Spartacus et 3 de l’an 3000, une bande dessinée de science fiction. De plus, il entre aux éditions Ventillard et publie pour les titres Marius et Le Hérisson. Pierre Dupuis y fait de la bande dessinée pour adultes notamment des récits complets d’humour, d’aventure et de science fiction. Il reprend Mac Gallan et Anton Marcus, crée Pantzie, dont l’aventure sera reprise dans un album publié chez Glénat en 1979, Phoebus et Les Empotés sur une famille humoristique. Il travaille pour 20 Ans avec Herminette (1970-1971) et en 1971 publie, sous le pseudonyme Marcus, sur un scénario de Jean Sanitas signé sous le pseudonyme Sani, Albéric Barbier dans Spirou, une série sans lendemain puisque l’éditeur belge souhaita abaisser le prix des planches pour une éventuelle suite.
En 1974, il se consacre à la bande dessinée d’histoire : La Seconde Guerre mondiale, onze albums qu’il achève en 1985, chez Hachette puis chez Dargaud à partir du dixième tome, en 1984. Dargaud la republie et lance en 1980 le mensuel Albatros dans lequel il dessine Kronos sur le scénario d’Henri Filippini, puis une série de biographies pour la collection Les Grands Capitaines comme Charles de Gaulle - l’Homme du 18 juin ou Churchill - Les Ailes du Lion, dans la collection Archer Vert Robin des Bois, en 1983. Entre 1990 et 1994, il dessine L’Aventure Olympique en quatre volumes. Il est aussi auteur d’albums didactiques et régionalistes comme Charente en 1987 ou L’Auvergne en 1988 ; ou pour Chancerel, La Photo en 1976, pour l’UDF Une autre solution pour la France en 1978, pour les produits Roche, il réalise trois albums en 1986, dont un album pour les chantiers Otis (1991). Dupuis participe également à l’élaboration de L’Encyclopédie en bande dessinée des éditions Auzou avec cinq albums.
Pour la presse, il adapte le feuilleton télévisé Super Jaimie dans Télé-Junior, repris en album en 1978. Il illustre également le récit de J. Ollivier, Les fils du dragon publié dans Vécu en 1987 et en 1973, il réalise Les gros cubes pour France-Soir, ainsi que des BD documentaires pour Marie Claire en 1981 et 1982 et quatre planches dans le no 0 de Casablanca en 1982.
En 1995, il dessine de la bande dessinée érotique et en 1986, l’album érotico-humoristique Jartyrella pour les éditeurs Garancière et dans la collection de poche publiés chez Média 1000, entre 1995 et 1997 : Pendant la dernière guerre..., Top Model pour faire la une, Je suis devenue agent secret Serbe pour survivre, La vue d’un uniforme me donnait envie de faire l’amour. Il signe également Picabo dans Bédéadult.

### Vie personnelle
Il a une fille, Dorothée Dupuis, qui est commissaire d'exposition.

## Technique et style
Dupuis est un dessinateur réaliste qui écrit ses textes à la main, dessine au crayon, puis à l’encre et au pinceau no 5 mais également au feutre. Son trait « ferme, fougueux et précis » s’affirme quand il entre chez Chapelle (SFPI) et qu’il travaille pour l’hebdomadaire Zorro. Il dessine de manière plus personnelle, très vivante, mouvementée et plus soignée. Mais il déborde parfois des cases jusqu’à occuper toute la largeur du strip. Toutefois il ne réalise pas lui-même les couleurs et le lettrage.
Dupuis n’apprécie guère le texte sous image et préfère les bulles. Et c’est sur ce schéma que le dessinateur publie un concept de bandes parallèles (un seul texte court sous les 3 images habituelles, plutôt que 3 paragraphes) dans L'Humanité au milieu des années 1950 : « J’ai un souvenir très attendri de ces productions qui me permettaient d’allier le contexte historique et l’imagination débridée dans le traitement ! En fait le contexte n’était que la propagande marxiste, et le traitement était bourré d’erreurs de détail ! Qu’importe. Il y avait parfois un « souffle »… Voilà pourquoi les histoires différaient de celles de mes talentueux confrères »

## Engagement personnel dans la défense du métier de dessinateur
En plus de son travail et ce pendant des années, Pierre Dupuis s’implique activement dans la défense syndicale des dessinateurs afin de faire appliquer les lois sociales à une profession encore marginalisée depuis la fin de la guerre. Il rassemble tout d’abord au sein de son syndicat dix personnes dont Le Goff. En 1972, le syndicat éclate et représente quinze membres dont R. Garel à la CFDT. À partir des années 1980, ils sont 240 membres sur les 350 professionnels recensés en France.
Après plusieurs procès, des résultats sont obtenus et les auteurs de BD sont reconnus comme journalistes pigistes (avec sécu, retraite, , etc.). Mais tous ces progrès sont remis en cause par l’effondrement des publications. Le statut d’un auteur d’albums (Édition) n’étant pas le même que celui d’un auteur publié dans des publications (Presse). L’engagement qu’il a montré au fil des années lui a valu quelques animosités de la part de certains éditeurs, d’où ses nombreux licenciements. Il révèle ainsi les dessous de ce métier pensé comme idéal et sans problèmes, notamment dans le no 29 du journal Hop!, dans lequel il dénonce la réalité des rapports entre éditeurs et dessinateurs. Il s’agit là d’une lettre ouverte où le dessinateur livre sa vision personnelle du métier et du cadre dans lequel il exerce.
Il déclare la nécessité de se syndiquer afin de ne pas être un dessinateur de presse isolé ce qui permet de créer des liens de solidarité entre les dessinateurs. Notamment avec la création d’une section syndicale à la CFDT par les illustrateurs d'Édition.

## Travaux publicitaires
Pierre Dupuis étend son travail au domaine publicitaire en collaborant avec Publicis, Mac Cann, Dorland. Il déclare dans une interview : « J’adore travailler [pour la publicité] car là, je suis tellement payé que je n’ai plus de soucis d’argent. C’est bien les seules fois de ma vie ».

## Loisirs
Dupuis déclare lui-même être passionné de dessin mais il adore également les ballets et l’Opéra. En littérature, il aime la littérature métaphysique tel que le roman-fleuve de Proust, À la recherche du temps perdu. Il admire d’autres auteurs comme Miller, Lampedusa, Buzzati, Yourcenar, Giono, Abellio, Nietzsche, Dostoïevski...
Ce que Dupuis préfère dans le Septième Art, ce sont des films comme Alexandre Nevski de Sergueï Eisenstein ou encore Les Aventuriers de l'arche perdue de Steven Spielberg qui met en scène le personnage d’Indiana Jones à travers plusieurs aventures. Il affectionne également certains films d’amour comme le film suédois Elvira Madigan qui relate l’histoire d’un amour interdit entre une artiste et un homme marié à la fin du XIXe siècle réalisé par Bo Widerberg, ou encore La Femme des sables, film japonais réalisé par Hiroshi Teshigahara mettant en scène un scientifique prisonnier d’un village, contraint d’épouser la femme qui le loge.
Concernant le sport, le dessinateur se passionne pour le tennis qu’il a pratiqué pendant vingt ans. Il aime également les courses automobiles, le modélisme.
Dans l’art, il déclare chercher à « être bouleversé, à sortir de soi-même, il faut que je jouisse ou que je sanglote. Le reste ne m’intéresse pas ».

## Distinctions
- Chevalier de l’Ordre des Arts et Lettres

## Œuvres

### Publications dans les périodiques
- Aigle Noir, Gong, Éditions Elan, 1950
- Alan Bruce, Zorro l’invincible, Éditions l’Invincible
- Albéric Barbier, récit complet dans le no 1725 de Spirou, Dupuis, 6 mai 1971
- Anton Marcus, Zorro l’invincible, Éditions l’Invincible, 1953
- Belles Histoires de l’Oncle Paul, Spirou, Éditions Dupuis, 1953
- Bison noir, Spécial Zorro, S.F.P.I.
- Paul Gillon puis Pierre Dupuis, Fils de Chine, Vaillant, Éditions Vaillant, 1952
- Henri Filippini (scénario), Pierre Dupuis (dessins), Kronos, Édition Dargaud, 1980: Science-fiction post-atomique créée dans Albator en 1980 : Kronos 1980 ; Objectif Kronos, 1981
- Jean Ollivier (scénario), Pierre Dupuis (dessins), Les Fils du Dragon, Vécu, Glénat, 1987.
- Les Pirates de l’infini, Zorro l’invincible, Éditions l’Invincible, 1952
- Mac Gallan, Cap 7, S.F.P.I., 1959-1965 (Mac Gallan, Glénat, 1977)
- Raymond Poïvet (dessins de 1961 à 1965) puis Pierre Dupuis, Roger Lécureux (scénario), Mam’zelle Minouche, L'Humanité, Édition Pressibus, 1965.
- Picabo, Bédéadult, Centre Audiovisuel de Production, 1987
- M. Millar (scénario), Pierre Dupuis (dessins), Super-Jaimie, pré-publié dans Télé-Junior et édité aux Éditions Télé-junior, 1979 : sclérose en plaques et super-héros.
- Titan, Zorro l’invincible, Éditions l’Invincible

### Publications sous forme d'albums
- Mauguil (scénario) et Dupuis (dessins), Charente, Éditions du Rameau, 44 pages, 1987.
- Pierre Dupuis (dessins et scénario), Comtesse Von Rittersberg : Pendant la dernière guerre, j’ai couché avec les Allemands, les Russes et les Américains... (broché ou cartonné souple), Édition Media 1000 Pocket, 1195 pages, 1995. Premier titre d’une série de poches-érotiques.
- Guillot (scénario) et Pierre Dupuis (dessins), Histoire de la Bourgogne, L’Histoire de la Charente (cartonné), Édition Rameau, 1987.
- Pierre Dupuis (scénario et dessins) et Moloch (dessins), Jartyrella (cartonné), Édition Garancière, 62 pages, 1986: une aventure érotique.
- Bernard-Henri Lévy et Pierre Dupuis, L’autre solution pour la France (broché ou cartonné souple), Éditions Service de l’homme, 47 pages, 1978 : une bande dessinée politique pour l’UDF.
- Dupuis (dessins) et Claude Moliterni (scénario) puis Thierry Roland (scénario), L’Aventure Olympique (4 tomes), Éditions Dargaud, 1990-1994 : Une histoire des Jeux Olympiques avec un dossier complémentaire :
  - Claude Moliterni (scénario) et Pierre Dupuis (dessins), De l’Antiquité à 1924, 50 pages, 1990
  - Claude Moliterni (scénario) et Pierre Dupuis (dessins), De 1928 à 1956, 50 pages, 1992
  - Thierry Roland (scénario) et Pierre Dupuis (dessins), De 1960 à 1976, 52 pages, 1992
  - Thierry Roland (scénario) et Pierre Dupuis (dessins), De 1980 à 1992, 67 pages, 1994
- Pierre Dupuis (scénario et dessins), La Seconde Guerre Mondiale, Édition Hachette puis Dargaud, 1974-1985 : les grandes heures du second conflit mondial. La série se nomme d’abord Histoire/BD de 1974 à 1977 chez Hachette. Il y a 11 volumes en tout qui sont tous cartonnés:
  - Dunkerque - Opéra Dynamo (Dunkerque, Dargaud, 1985), Hachette, 1974, 44 pages
  - Blitzkrieg - Tonnerre sur Varsovie (Blitzkrieg - Tonnerre sur Varsovie, Dargaud, 1984), Hachette, 1974, 46 pages
  - La Bataille d’Angleterre - Ouragan sur la Manche, Hachette, 1975, 44 pages
  - La Résistance - Les Armées de l’ombre (La Résistance - Les Armées de l’ombre, Dargaud, 1983), Hachette, 1975, 44 pages
  - Moscou - Opération Barbarossa (Moscou, Dargaud, 1982), Hachette, 1976, 46 pages
  - Vers la victoire - De Stalingrad à Berlin (Stalingrad, Dargaud, 1983), Hachette, 1976, 44 pages
  - Afrika Korps - La Guerre du désert (Afrika Korps, Dargaud, 1982), Hachette, 1977, 44 pages
  - Banzaï - De Pearl Harbor à Hiroshima (Banzaï, Dargaud, 1982), Hachette, 1977, 44 pages
  - Forteresses volantes (Forteresses volantes, Dargaud, 1983), Hachette, 1977, 44 pages[6]
  - Overlord, Dargaud (inédit), 1984, 44 pages
  - U-Boote, Dargaud (inédit), 1985, 44 pages
- Jean-Gérard Imbar (scénario) et Pierre Dupuis (dessins), La Vie, L’Encyclopédie en bandes dessinées, Éditions Philippe Auzou, 160 pages, 1981.
- Claudine (scénario) et Dupuis (dessins), La vue d’un uniforme me donnait envie de faire l’amour (broché ou cartonné souple), Édition Media 1000 Pocket, 1997
- Les Grands Capitaines, Édition Dargaud, 1981-1984: des hommes qui ont marqué leur époque, toutes tendances politiques confondues (titres cartonnés):
  - Hu Chi Hui (scénario) et Pierre Dupuis (dessins), Mao Tsé-Toung - La Longue Marche, 64 pages, 1981
  - Pierre Dupuis (scénario et dessins), Charles de Gaulle - L’homme du 18 juin, 59 pages, 1981
  - Jean Sanitas (scénario) et Pierre Dupuis (dessins), Tito - La Bataille de la Neretva, 60 pages, 1982
  - Jean-Marie Pélaprat (scénario) et Pierre Dupuis (dessins), Winston Churchill - Les Ailes du lion, 60 pages, 1983
  - Jean-Pierre Gourmelen (scénario) et Pierre Dupuis (dessins), Mac Arthur - Je reviendrai, 62 pages, 1984
  - Pierre Dupuis (scénario et dessins), Rommel - Le renard piégé, 60 pages, 1984
- Pierre Dupuis (scénario et dessins), Les Pirates de l’infini (broché ou cartonné souple), Édition Glénat (Noir et Blanc), 48 pages.
- Octave Joly (scénario), Pierre Dupuis (dessins), Marco Polo, Édition Michel Deligne (en noir et blanc), 1977. Publié dans La Libre Junior de 1953 à 1954 et commencée par Albert Uderzo: Le Mystère du Dragon noir (broché ou cartonné souple), Édition Michel Deligne, 48 pages, 1977.
- Pierre Dupuis (scénario et dessins), Pantzie - Des gondoles dans le pétrole (broché ou cartonné souple), Édition Glénat (noir et blanc), 47 pages, 1979.
- Sir Scott Walter (scénario) et Pierre Dupuis (dessins), Robin des bois (cartonné), Édition Dargaud (mi-illustration, mi-BD), 121 pages, 1983: les aventures du célèbre proscrit de la forêt de Sherwood.
- Titan, Édition Glénat (Noir et Blanc), 1977-1981: de la science-fiction rétro comme on n’en fait plus:
  - Format de poche : Le Titan, 168 pages et Le Retour du Titan, 150 pages (broché ou cartonné souple), 1977
  - Format normal : Titan (broché ou cartonné souple) : un gros pavé (5cm) de science-fiction au 1er degré, 473 pages, 1981
- Pierre Dupuis (dessins et scénario), Top Model nymphomane (broché ou cartonné souple), Édition Media 1000 Pocket, 1996

### Autres publications
- Les mousquetaires du risque, Paul Cogan, Éditions Fleurus et Gautier-Languereau, coll. Jean-François, 1956